# Der Außenseiter (1935)
Der Außenseiter ist eine Filmkomödie des Regisseurs Hans Deppe aus dem Jahr 1935. In der Hauptrolle verkörpert Heinz Rühmann den Schreinergesellen Peter Bang.

## Handlung
Der Schreinergeselle Peter Bang, der von Pferden eigentlich nicht das geringste weiß, gewinnt das Vertrauen der ausgebrochenen Stute Toni und führt sie behutsam zu ihrem Gestüt zurück. Dort wird ihm eine Anstellung als Pferdebursche angeboten, da er offenbar in Bezug auf Pferde ein besonderes Einfühlungsvermögen besitzt. Das Angebot nimmt Peter an, sieht jedoch, dass der Jockey Otto Burian nicht gerade zimperlich mit der Stute umgeht. Er findet, dass der Kollege von Otto, Hans Rückert, besser mit Pferden umgehen kann und organisiert heimlich, dass Hans mit der Stute trainieren kann.
Als der Besitzer des Gestüts beschließt, dass Toni an einen Pferdehändler verkauft werden soll, befürchtet Peter, dass sie dann geschlachtet wird. Er flieht mit ihr aus dem Gestüt und findet für sie eine Unterkunft in einem Wanderzirkus.
Der seriöse Pferdetrainer Maltmann allerdings kauft die Stute und bringt sie wieder zu ihrem Gestüt zurück, wo sie dann auch endgültig bleiben kann. Auch Peter, der sich zwischenzeitlich in die Tochter des Pferdetrainers Maltmann, Elli, verliebt hat, kehrt infolgedessen wieder zum Gestüt zurück.
Als Toni mit dem Jockey Hans bei einem Rennen starten soll, verletzt sich Hans und Peter springt für ihn ein. Er gewinnt das Rennen vor Otto Burian, der auf einem anderen Pferd an den Start gegangen ist. Das Rennen hat Peter zwar gewonnen, aber die Gedanken an seine neue Liebe Elli muss er vergessen, da sie sich bereits in Hans verliebt hat.

## Produktionsnotizen
Der Film kam am 14. November 1935 in die deutschen Kinos.

## Kritiken
„Trotz massiver Unglaubwürdigkeiten ein gefälliger Versuch, Rühmanns Komik in chaplineske Bahnen zu lenken.“